# Phorbia hispanica
Phorbia hispanica este o specie de muște din genul Phorbia, familia Anthomyiidae, descrisă de Willi Hennig în anul 1969.
Este endemică în Spania. Conform Catalogue of Life specia Phorbia hispanica nu are subspecii cunoscute.